# Nomada dahli
Nomada dahli är en biart som beskrevs av Heinrich Friese 1912. Nomada dahli ingår i släktet gökbin, och familjen långtungebin. Inga underarter finns listade i Catalogue of Life.